# 원미연
원미연(1965년 3월 23일~)은 대한민국의 가수 겸 작사가이며, 배우이자 라디오 방송인이고, 서울 출생이다.

## 생애
1985년 《MBC 대학가요제》에서 《들녘에서》라는 곡으로써 출전해 비록 입상은 못했지만 이름을 알렸고, 이듬해 1986년 KBS 한국방송공사 특채 배우로 데뷔하여 한때 배우로도 활동하였다. 이후 1989년 1집 앨범 《혼자이고 싶어요》로 대중가요 분야에 본격 데뷔했다. 이후 1991년 2집을 발표하여 수록곡 《이별여행》과 《조금은 깊은 사랑》이 대중적으로 큰 히트를 하였다. 1992년 3집에 수록된 곡들은 강수지, 서태지 등이 참여해 화제가 되기도 했다.
2004년 부산교통방송에서 엔지니어로 근무하는 6세 연하의 남편 박성국씨와 결혼했으며, 2005년에 장녀가 태어났다. 1998년부터 2006년까지는 해운대구 달맞이 고개에서 '라이브 하우스'를 운영했고 현재 식사동에서 퓨전 한정식 음식점 '연'을 운영하고 있다.

## 학력
- 중앙대학교 연극영화학과 학사 졸업 (1984 ~ 1988)

## 활동

### 앨범
- 싱글 깊은밤 슬픈날 《깊은밤 슬픈날》 《들녁에서》(1987년)
- 1집 혼자이고 싶어요 《혼자이고 싶어요》 《혼자는 외로워》(1989년)
- 2집 원미연 2집 《이별 여행》 《조금은 깊은 사랑》(1991년)
- [라이브] Live Concert(1991년)
- 3집 원미연 3집 《그대 내곁으로》 《다시 찾은 나》(1992년)
- 4집 원미연 4집 《다시는 내게》 《서로의 자리 지우지 말아요》(1995년)
- 싱글 문득 떠오른 사람《문득 떠오른 사람》 (2009년)
- [OST] 천사의 선택 OST Part.2 《위로해 주세요》 (2012년)
- 싱글 소리질러《소리질러》 (2017년)
- 싱글 인생 네컷《인생네컷》 (2020년)

### 방송
- 1991년 MBC 《청춘행진곡》
- 1991년 MBC 《유쾌한 스튜디오》
- 1991년 MBC 《우정의 무대》
- 1991년 MBC 《퀴즈 아카데미》
- 1991년 ~ 2000년 KBS2 《가족오락관》
- 1992년 KBS2 《TV 유쾌한응접실》
- 1992년 KBS1 《성공시대》
- 1992년 SBS 《쇼 서울 서울》
- 1992년 KBS2 《한바탕 웃음으로》
- 1993년 SBS 《사랑의 징검다리》
- 1993년 SBS 《빙글빙글퀴즈》
- 1994년 4월 15일, 1995년 7월 14일 KBS2 《퀴즈탐험 신비의 세계》
- 1994년 KBS2 《기쁜 우리 젊은날》
- 1995년 GTV 《이브와 아담》
- 1996년 MBC 《TV동창회》
- 1996년 동아TV 《이택림의 노래가 있는 이야기쇼》
- 1997년 SBS 《좋은 친구들》
- 2001년 KBS2 《TV는 사랑을 싣고》
- 2001년 ~ 2009년 KBS1 《가족오락관》
- 2007년 KBS2 《경제 비타민》
- 2011년 SBS 《자기야 백년손님》
- 2012년 KBS1 《사랑의 리퀘스트》
- 2012년 MBC 《공감토크쇼 놀러와》
- 2012년 JTBC 《박경림의 오! 해피데이》
- 2012년 KBS2 《세대공감 토요일》
- 2013년 KBS2 《가족의 품격 풀하우스》
- 2013년 JTBC 《집밥의 여왕》
- 2013년 채널A 《스타 패밀리 송》
- 2013년 채널A 《웰컴 투 돈월드》
- 2013년 채널A 《웰컴 투 시월드》
- 2013년 JTBC 《여보세요》
- 2014년 JTBC 《닥터의 승부》
- 2014년 JTBC 《화끈한 가족》
- 2016년 MBC 《미스터리 음악쇼 복면가왕》 - 김치 치즈 스마일
- 2017년 TV조선 《스타쇼 원더풀데이》
- 2019년 TV조선 《인생다큐 마이웨이》
- 2019년 MBC 《다시 쓰는 차트쇼 지금 1위는》
- 2020년 SBS 《배낭메고 인생 네 컷》
- 2022년 TV조선 《화요일은 밤이 좋아》
- 2023년 tvN 《프리한 닥터》
- 2023년 tvN STORY 《회장님네 사람들》

### CF
- 2014년 미랜 음식물처리기 (with 유예빈)